# Vyrážečka

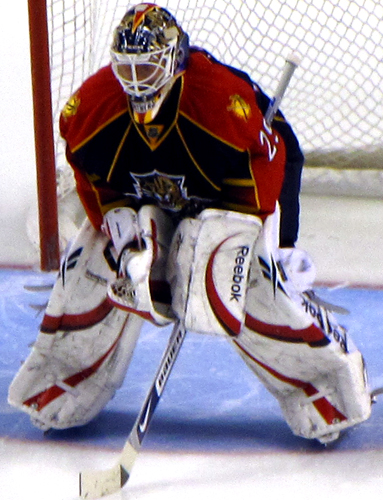
Brankář Tomáš Vokoun s vyrážečkou (a další výstrojí) značky Reebok.

Vyrážečka (anglický termín je blocker) je rukavice, kterou používají brankáři v ledním hokeji, inline hokeji a hokejbale. Nosí ji na dominantní ruce (ve které drží hokejku) a používají ji k odrážení puků či míčků. Na druhé ruce nosí tzv. lapačku.
Většina brankářů drží hokejku v pravé ruce (vyrážečku tedy mají na stejné ruce). Vyrážečka má měkkou dlaňovou část (kvůli držení hole), vnější část je tvořena zpevněným obdélníkem, který chrání ruku, zápěstí a část předloktí. Ten slouží k vyrážení toušů. V minulosti byl obdélník vyrážečky pro lední hokej plochý, v současné době se používá zakřivený (odráží tak puky mimo masku).
Zkušení brankáři v ledním hokeji dokáží vyrážečkou odrážet puky do rohů hrací plochy místo před sebe a tím minimalizují možnost opakované střely a inkasování gólu. Někteří brankáři s neortodoxním stylem používali pro přikrytí puku nejen lapačku, ale i vyrážečku (proslul tím např. český brankář Dominik Hašek).
Vyrážečka je součástí brankářské výstroje, mezi výrobce patří firmy Reebok, Vaughn, CCM, TPS, Sher-Wood, Bauer Hockey, Itech, Rey, Franklin a další.